# Bluefish Caves
Bluefish Caves är tre små grottor  i Yukon, Kanada, belägen 54 km sydväst om Vuntut Gwichin-samhället Old Crow. Grottorna har bebotts av människor. Lämningar från den mänskliga bosättningen har dateras till 24 000 BP baserat på C14 datering av djurlämningar. Dateringar är omstridda dels på grund av osäkerhet i vilket stratigrafiska lager de arkeologiska lämningarna finns, i förhållande till de daterade djurbenen. Senare när Clovis First teorin var överbevisad som oriktig såg man annorlunda på saken.

## Platsens upptäckt
Bluefish Cave var känd bara av den lokala ursprungsbefolkningarna men den uppmärksammades vid en helikopterflygning 1975 och blev senare känd av forskare. J. Cinq-Mars undersökte grottan med en provgrävning 1978 och publicerade sina resultat i Bluefish Cave l: A Late Pleistocene Eastern Beringian Cave Deposit in the Northern Yukon i i i Canadian Journal of Archaeology 1979. 
Grottorna är belägna vid västra änden av en höjdrygg där floden Bluefish Riversmalnar av. De ligger vid foten av några kalkstensklippor 250 meter ovanför floddalen. Det finns tre små grottor (I, II och III), vars volym varierar från ca 10 m3 till 30 m3 . Grottorna bildades som en del av ett större regionalt karstlandskap. De är inte grottor bildade av frostsprängning utan snarare resterna av ett kraftigt reducerat karstnätverk som blottats av erosionen av kalkklipporna.

## Spår av mänsklig närvaro
Liksom på andra platser på beringialandbryggan var det få spår av människor. De består av tre klasser av stenredskap, några slaktmärken på rester av megafaunan och några  enkla benverktyg. Med några sällsynta undantag återfanns alla dessa spår i löss-skiktet i grottorna I och II. Grottan III innehåller inga spår efter mänsklig närvaro.

### Litiska fynd
Den första klassen består av cirka hundra exemplar. Det omfattar formade föremå såsom kärnor, mikroblad, kantsticklar gjorda av avbrutna  blad eller avslag, olika sticklar och å andra sidan olika avslag och avslagsfragment, som kan ha använts. Råvaran är i första hand högkvalitativ kiselstenar som flinta, vanligtvis blå, men ibland spräckliga eller mer sällan svart flinta exotiska för regionen. Hittills har dess artefakter bara återfunnits i grottorna I och II. De flesta av dessa stenredskap förekom i det inre och vid ingången till grotta II, både vid botten av sedimenten och den övre gränsen av det nedre lösslagret där också de flesta faunalämningarna hittades. Flera tekniska egenskaper hos burinerna (alla vinkelburiner på trunkerade stöd) kan indikera att mycket av sammansättningen representerar antingen en specifik episod i användningen av grottan eller på varandra följande besök av en viss grupp. Dessa stenverktyg kan inte dateras med precision, men de föregår avsevärt i tid slutet av avsättningen av löss, dvs före 10 000 BP. Deras  samband med resterna av utdöda arter tyder på att de kan ha inlagrats i fyndigheten runt 12 000 BP eller kanske tidigare. Flera verktyg, inklusive en stickel, några mikrobladsfragment och några avslag från bifacial retusch hittades i grotta I, i ett mer exakt stratigrafiskt sammanhang. Dessa bitar verkar härröra från den första hälften av perioden som kännetecknas av "björk"-zonen.
Den andra typen av litiskt material var avfall i form små avslag. Detta avfall är resultatet av stenbearbetning genom avslag, retuschering eller vi användning av vertyg. De är små och finns i alla arkeologiskasammanhang där stenredskap tillverkades eller användes. Mikroavslag hittades i alla tre grottorna, men Cave I gav mest information. Deras fördelning inuti grottan stämmer med verktygen som beskrivits ovan. Det finns en viss kulturell sedimentation (ett kulturlager) i den del av lössjorden vars pollen motsvarar den örtrika tundran som dateras till mellan 25 000 och 13 500 BP. Den tredje klassen omfattar ett antal små kullerstenar, basen av lössjorden nära berggrunden. Deras ursprung förklaras bäst av utvecklingen av det regionala karstnätverket. Flera av de större exemplaren kan ha använts som hammarstenar.

### Slaktmärken
Dessa består av olika skärmärken, snitt, skrapmärken, huggmärken och ränder som är resultatet av avsiktlig slaktning och aktiviteten att avlägsna köttet från ben med stenredskap och penetrering i benens yttre väggar. Märkena är obestridliga kulturella indikatorer och liknar inte märken av köttätare, gnagare, olika geologiska processer. Märken har identifierats på många delar av skelettet hos nästan alla stora däggdjursarter, med undantag för varg, älg, wapiti och saiga. Nästan alla hittades i grottorna I och II. Det finns inte några sådana markeringar på de djurlämningar som finns i det humusrika lagret. Denna typ av märken måste dateras till Pleistocen, vilket bekräftas av de 14C-dateringar som gjorts. Kulturaktiviteter från exploateringen av Bluefish-faunan förekom sporadiskt mellan cirka 25 000 BP och 10 000 BP. Granskningar kom till delvis andra resultat men delar av resultaten godkändes.

## Paleontologiska fynd
Alla tre grottorna har gett fynd av tusentals benrester. Benen var extremt välbevarade i den kalkhaltiga jorden och lössjorden som täckt över den gav goda tafonomiska förhållandena. Faunan omfattar stora och små däggdjur samt fåglar och fiskar. Den kan delas in i två serier, de ben som fanns i lössjorden respektive i det humusrika lagret.
Lösslagret innehåller en rik fauna i kvantitet, komplexitet och mångfald Den motsvarar den sena pleistocena mammutstäppfaunan. Megafaunan inkluderar häst (Equus lambei), caribou eller ren (Rangifer tarandus), får (Ovis dalli), bison (Bison priscus), älg (jfr Alces alces), wapiti (Cervus elaphus) och mammut (Mammuthus primigenius) . Det finns också saiga (Saiga tatarica), myskoxa (Ovibos moschatus), björn (Ursus), varg (Canis lupus) och lejon (Panthera).
Benrester som finns i det humusrika lagret visar en utarmning av den regionala megafaunan. Lagret gav bara några få exemplar av caribou och får, ett svagt eko av den regionala holocean megafaunan med enstaka fynd av  älg, björn och varg.

## Beskrivning av vegetationens utveckling
I det stratigrafiskt lägre nivån bildad av löss, fanns  pollen som motsvarar växtligheten på tundrastäppen som var rik på olika örter. Ovanför detta, i den övre delen av lössjorden, fanns en zon som kännetecknas av dominans av björk (Betula). Det vill säg en öpeen björkskog som växer in över taigan. Slutligen i det övre humusrika avfallslagret, kännetecknas av en märkbar minskning av örter och en betydande ökning av gran (Picea) och al (Alnus). Denna sekvens lämnade användbara kronologiska markörer. Utvecklingen av busktundra, med björkskog, dateras till omkring 14 000-13 500 BP. Förhållanden lämpliga för utveckling av boreal granskog i regionen började runt 10 000 BP. 

## Datering
Platsen grävdes ut av arkeologen Jacques Cinq-Mars mellan 1977 och 1987, och den första C14-dateringen med AMS teknik gav en ålder av 24 000 BP. Detta ansågs kontroversiellt eftersom det stod i kontrast till Clovis-First-teorin, allmänt accepterad av akademiker vid den tiden, som ansåg att Nordamerikas tidigaste bosättningsdatum var omkring 13 000 BP. En granskning av platsen 2017 fann att den var 24 000 år gammal, vilket gav stöd till hypotesen om - att de ursprungliga amerikanernas förfäder tillbringade avsevärd tid isolerade på landbryggan beringia under den sista istidens maximum innan de sedan befolkade Amerika. En senare uppsats ifrågasatte dateringen baserat på påstådda störningar och faunalämningarnas kulturursprung, men stödet för 2017 års studie upprepades av författaren till den rapporten.